# (254299) Shambleau
(254299) Shambleau – planetoida pasa głównego. Została odkryta 15 września 2004, a jej odkrywcą jest Bernard Christophe. (254299) Shambleau okrąża Słońce w ciągu 5,36 roku w średniej odległości 3,06 j.a.
Planetoidzie tej nadano nazwę pochodzącą od opowiadania „Shambleau” z 1933 roku, którego autorką była C.L. Moore (1911–1987).
Planetoida ta nosiła wcześniej tymczasowe oznaczenie 2004 RT288.